# Fort McMurray
Fort McMurray este un oraș situat în regiunea de nordest a provinciei Alberta din Canada. El a luat ființă în anul 1870 ca bază a Comaniei Hudson’s Bay, ce aparține acum de districtul Wood Buffalo. Fort McMurray se află la 60 km de granița cu provincia  Saskatchewan și la 435 km, nordest de  Edmonton, care este capitala provinciei Alberta. Localitatea se află la altitudinea de 255 m deasupra n.m., ocupă o suprafață de 59.89 km2, avea în anul 2011, 61.374 locuitori. Ea se află în mijlocul unei păduri boreale, la gura de vărsare a râului Clearwater River în Athabasca River. Temperatura medie a regiunii în luna ianuarie este de –19,8 °C, iar a lunii iulie de  +16,6 °C. Precipitația medie anuală atinge 334,5 mm, iar media stratului de zăpadă este de 172,0 cm.